# Тросдорф
Тросдорф (нім. Troisdorf, [ˈtroːsdɔrf]) — місто в Німеччині, знаходиться в землі Північний Рейн-Вестфалія. Підпорядковується адміністративному округу Кельн. Входить до складу району Райн-Зіг. Північне передмістя Бонна.
Площа — 62,17 км2. Населення становить 74 994 ос. (станом на 31 грудня 2020).

## Географія

### Адміністративний поділ
Місто  складається з 12 районів:
- Тросдорф
- Шпіх
- Зіглар
- Фрідріх-Вільгельмс-Гютте
- Оберлар
- Вест
- Берггайм
- Роттер-Зе
- Ешмар
- Крігсдорф
- Альтенрат
- Мюллекофен